# Eressa nigra
Eressa nigra là một loài bướm đêm thuộc phân họ Arctiinae, họ Erebidae.